# Repid
Repid är ett skär i Åland (Finland). Det ligger i den södra delen av landskapet, 27 km sydost om huvudstaden Mariehamn.
Terrängen runt Repid är mycket platt. Trakten är glest befolkad. Närmaste större samhälle är Föglö, 17,1 km nordost om Repid. 